# Santiago Homenchenko
Santiago Damián Homenchenko Bianchi (ur. 30 sierpnia 2003 w Mercedes) – urugwajski piłkarz występujący na pozycji defensywnego lub środkowego pomocnika lub środkowego obrońcy, od 2025 roku zawodnik meksykańskiej Pachuki.